# 解体屋ゲン
『解体屋ゲン』（こわしやゲン）は、原作：星野茂樹、作画：石井さだよしによる日本の漫画作品。芳文社発行の週刊漫画誌『週刊漫画TIMES』にて連載中。

## 概要
『週刊漫画TIMES』2002年4月19日号から5月10日号まで、全4回の短期集中連載を行った後、2003年1月10日号より本格的に連載が開始された。2012年10月26日号で短期集中連載版を除いた通算連載回数が500話に、2021年2月19日号で900話、2023年6月2日号で1000話に達している。
2003年9月に刊行された唯一の単行本（第1巻）にコンビニコミック2巻を合わせた3巻しか刊行されていなかったため、過去の回を読むことが困難という状況が長らく続いていたが、2015年にスマートフォン用アプリ「漫王」で期間限定ながらも過去回が無料公開され、以後、電子書籍として単行本が刊行されている。電子書籍に関しては芳文社が権利放棄しており、2次使用権は作者が所有している。長期連載ながら紙の単行本が出ていない理由を、作者の星野は「第1巻が惨敗」したことを理由のひとつに挙げているが、2023年時点で「僕たちもいまだにわからないんですよ」と語っている。
2006年6月に奥村遊機からタイアップのパチンコ台「CR解体屋ゲン」が発売されている。
実際に起きている日本の建築業界の抱える問題、労働者たちの置かれた現状を作中に取り入れるのは無論のこと、ニコニコ動画、Ustream、Twitter、Facebook、インディーゲーム、擬人化萌えアニメ、『アイカツ!』といった執筆当時に流行していた題材をも作中に取り入れている。これは単にその時々の流行を追っているのではなく、その時代の空気を切り取ることで、時が経って読み返した際にも古臭くならない、作品発表当時を読者が思い出して共感を得るためであると原作者の星野茂樹は語っている。
星野自身は建築業界のプロではないため、解体業者など多くの専門家に取材しており、中には実名で作中登場することもある。流れとしては星野の構想を専門家を通して嘘くささを削り、作画の石井さだよしの画力で形にするという製作工程だという。

## あらすじ
孫請け解体業者「朝倉工務店」の社長・ゲンこと朝倉巌は、大手ゼネコン「三友重機リース」社員・大月慶子が持ち込んだ爆破解体の仕事をきっかけに、世界を股にかけて活躍していた爆破解体技師としての情熱を取り戻し、彼女からの「三友グループ」への参加の誘いを請け、爆破解体会社「三友爆破株式会社」を設立する。その後、古い知り合いである木造建築の専門家・「曳き家のロク」こと岩下ロク、借金を苦に自殺しようとしていたクレーン技師・ヒデこと時田英夫、元タレントであるトラック運転手・中原光を仲間に加え、さらにその後、倒産の危機にあった昔の仕事仲間である「十円」こと近藤敏行の会社を吸収合併し、事業を拡大していったが、建設業界に根強く残る談合などの因習に囚われない「日本一の解体屋（こわしや）」を目指すために「三友グループ」を脱退し、「五友（いつとも）爆破株式会社」として再出発する。

## 主な登場人物
本項の登場人物の年齢は、第329話までページの柱に記述されていた登場人物紹介の年齢に基づく。なお作中では季節が何巡もしているが、子供の年齢以外はあまり加齢を感じさせない。原作者によると、厳密さの保証はできないものの3年で1歳加算されるルールがあるらしい。
朝倉巌（あさくら いわお）
38歳。本作の主人公である「五友爆破株式会社（旧・三友爆破株式会社）」社長。通称・ゲン。身長191cm、体重120kg。かつては世界を股にかけて活躍する爆破解体のエキスパートであったが、帰国後は後に妻となる大月慶子と出会うまではやる気を失い、ゼネコンの孫請け解体業者に甘んじていた。現在は不況の折もあり、「五友爆破」は爆破解体だけではなく建築物の緑化や商店街などの復興支援といった事業にも手を広げている。
性格も見た目も典型的なガテン系で、特にその体形は熊と間違えられる程の体力の持ち主。大雑把な性格で声が大きく口調は荒めで短気で手も出やすいが正義感が非常に強く、談合の誘いは一切拒絶する上危機に陥っている社員や同業者、友人等は放っておけず金銭的な面も含めて危険を顧みず助けに向かい、暴力団や大企業の妨害や警察を相手しても物怖じせず面と向かって立ち向かい場合によっては殴り込みすら辞さないところは特に取引先や現場の人間を中心に人望が高い。しかし、後先を考えず突っ走って暴走してしまう面もあるため正義感による行動が家族の不仲を引き起こしたり、営業停止や取引先の喪失という損害を与えてしまうこともある。その一方で建築・解体の工法に関しては頭脳派の一面もあり、人命が関わる現場においてはたびたび腕力や正義感だけでなく計算と理論に裏打ちされた的確な対応を見せる。
怖いもの知らずに見えるが、爆破解体前日や強いプレッシャーを受けるとひどく臆病になる繊細な一面もある。流行やデジタルに非常に弱くネット社会に不信感を持つ一方で、「安全くん」と呼ばれる現場の交通整理の人形を蒐集する趣味があり、珍しいものを見ると目がなかったり、建機シミュレーターのスコア更新に熱中したり、女児向けアーケード用ゲームやネットワークゲームに嵌る癖がある。
海外に爆破技師の修業に出ていた間に両親を一度に亡くしたこともあって家族や家庭へのこだわりが強く、一人息子の鉄太に対しては周囲も呆れるほどの子煩悩である。また妻の慶子にはまったく頭が上がらない。

朝倉慶子（あさくら けいこ。旧姓・大月）
33歳。「三友重機リース」社員だった当時、爆破解体技師としてのゲンに興味を持ち、彼の元に仕事を持ち込んだのをきっかけに、彼の中に眠っていた爆破解体への情熱を取り戻させた。ゲンと出会う前には、金にモノを言わせて交渉をふっかけるといった無茶なこともやっていた。岩下ロク曰く、「現場の意見を吟味できる職人」。会社では主に営業や財務・調達を担当しておりさらにゲンが短気を起こして突っ走った後のフォロー（後始末）も彼女の役割である。
現在はゲンの妻で、一児の母。結婚当初は料理の腕はさっぱりだったが、鉄太が産まれて以降はひと通りこなせるようになっている。

岩下ロク（いわした ロク）
79歳。元大工の棟梁で、曳き家を初めとする木造建築の専門家。頑固だが義理・人情に篤く、ゲン達にとっての精神的支柱といった存在。カタカナ語をよく間違えるが、パソコンの操作を覚えたり英語やベトナム語といった外国語を勉強するなどの意欲的な面がある。
長年現場にこだわっていたが現役引退を決意し、現在は後継者の育成に力を入れている。

菅原ミチ（すがわら みち）
65歳。ロクの妻で、ゲンと再会したロクが最初に曳き家を手掛けた古民家の女主人だったが、その際に知り合ったロクと互いに一目惚れして結婚した。登場当初は時々気性の激しさを見せることもあったが、それ以降は基本的に優しい性格で、女性陣、特に結婚前の光の母親的存在でもあり、さらに光や慶子の結婚・出産後は子育てや料理に苦労する彼女たちの先輩として優しく指導している。

時田英夫（ときた ひでお）
26歳。通称・ヒデ。取引打ち切りによる借金苦のため自殺を図ったところをゲンに助けられ、「三友爆破（当時）」にクレーン技師として雇われる。手先が器用で、クレーンの技量も高い。当初は頼りない面が強かったが、相手に強く当たらない柔らかい物腰で現場のコミュニケーション力は高い。また話が進むにつれトラブルにも毅然と立ち向かえるなどゲンの信頼も高く、事実上のゲンの右腕である。タレント時代から光のファンだったがのちに彼女と結婚し、現在は一児の父。

時田光（ときた ひかる。旧姓・中原）
24歳。タレントとして活動していたが、芸能界を引退後、慶子の手配により「三友爆破（当時）」にトラック運転手として雇われる。大型自動二輪を始めとする様々な免許を取得している乗り物のエキスパートだが、作が進むにつれて現場だけでなく営業も担当しておりオールラウンダーとして活躍している。流行やITにも強く、五友爆破でこれらの手配・設定はもっぱら彼女が担当することが多い。のちに英夫と結婚し、長男・匠（たくみ）をもうける。

ジョージ富田（ジョージ とみた）
52歳。オーストラリア生まれの日系三世。オーストラリアを拠点とする爆破解体会社「ダイナメンション・インク」の経営者だったが、香港の乗っ取り屋トミー・ウォンにより会社を追われ、その後、彼の秘書であったリサ島本と共に住宅リフォーム会社「サンシェルターリフォーム」を設立する。
その後、自分から全てを奪っただけでなく日本の建築業界を支配しようとするウォンへの復讐のために自家製の爆弾を作成した罪で国外退去となり、オーストラリアに帰国後「ダイナメンション・インク」を再興、東北の復興支援の為に別会社を立ち上げている。現在は時々Eメールでゲンにアドバイスすることもある。
当初はゲンのライバル的存在で、象徴的な高笑いを含めた高慢な態度が目立ち、爆破解体を実用的工法だけでなくエンターテインメントの一つとして捉えるビジネスマンの側面が強調され職人気質のゲンとたびたび衝突した。しかし方向性の違いで一見ゲンと互いに反目しあっていても、彼なりに解体や建築業には真剣に取り組んでおり表には出さないが実際は互いを認めあっている。

リサ島本（リサ しまもと）
27歳。ジョージと出逢う前はウェイトレスをしていたが、「ダイナメンション・インク」入社後はジョージの秘書を務め、彼が会社の乗っ取りにより「ダイナメンション・インク」を追われた時にも彼を支えるために行動を共にした。

近藤敏行（こんどう としゆき）
40歳。通称・トシ。赤銅色に焼けた肌から十円とも呼ばれていた。ゲンの昔の仕事仲間で、「近藤建設」という会社を経営していたが、不況による会社倒産の危機を「三友爆破（当時）」への吸収合併により救われた。ゲンに負けない体力の持ち主で、ゲンが真正面からぶつかり合える数少ない相手で本気で喧嘩しても勝負がつかない程。しかしその分互いの信頼も篤い。一方、怪談や手術などの怖い物には非常に弱い。一時は大きい現場を仕切るようになったゲンへのコンプレックスでアルコール依存症に陥ったこともある。周囲の協力もあって改善は見られたが、精神的に追い詰められるとたびたび依存症をぶり返し苦闘している。
恋愛に関しては純情で不器用だが、想いを寄せていた元小料理屋の女将・高田葉子（小雪）への5年越しの恋が実り、彼女と結ばれた。現在は一児の父で高田鍵子という女児をもうけている。

本納有華（もとのう ゆうか）
27歳。「五友爆破」社員。元々はロクがゲンに持ち込んだ見合いの相手だったが、その後、慶子の産休中のピンチヒッターとして雇われ、彼女の復帰後も正社員として働き、事務と営業を担っている。慶子の後輩である鶴見幸夫と親しくなり交際が始まるが、その後に進展したような描写は見られなく、異性との出会いを求めている描写が多い事から解消された模様。

野島秀美（のじま ひでみ）
26歳。建設コンサルタント会社「株式会社建設創造研究所」の社員だが、慶子の産休中に「五友爆破」と営業担当者としての契約を結び、外部スタッフとして様々な事業を斡旋・協力して来た。
だが会社から肩叩きを受けたことを切っ掛けに独立を決意し、現在は「さくら商店街」に新たにオフィスを開き、それ以降も「五友爆破」との関係は続いている。
本職が軌道に乗らなくなった時期にはファミリーレストラン「サムソンズ」でアルバイトを務めている。

朝倉鉄太（あさくら てった）
2歳。ゲンと慶子の長男。慶子の出産の知らせを聞いたゲンが出張先から駆けつけようとした際に、世話になった高速道路管理人の名から一字もらい、命名された。全登場人物中、唯一生年月日が作中で明記された。
位置情報ゲーム「ロボロボGO！」をこよなくプレーする程のデジタルネイティブで、アナログ志向のゲンとは折り合いがつかない事がある。

笹原権二（ささはら ごんじ）
44歳。通称・ゴン。元々は炭坑などで発破を扱う土木作業員として働いていたが、不況で仕事がなくなったことにより、以前から憧れていたゲンの名を騙って各地の旅館やホテルで無銭飲食を繰り返していた。だがそのことを知ったゲン達に捕まったことにより改心し、それ以降は時折迷惑も掛けるが「五友爆破」が担当する現場の作業員として働いたり、手配師や倉庫管理などの仕事を時々行っている。関西出身らしく、レギュラー登場人物の中で唯一大阪弁を喋る。
入手が困難な品物を調達したり海外への作業員の斡旋を行うほど人脈が広いが、怪しげな儲け話に目がないせいか、面倒事に巻き込まれそうになったゲンに怒られたり時には命の危機に見舞われることもある。
倉庫前で屯していたホームレスに社会復帰を支援したり、長屋での英夫たちの覗きをひとりで罪を庇う（後に被害者から赦しをもらっている）など情に篤い。

鶴見幸夫（つるみ ゆきお）
25歳。三友重機リースに勤務している慶子の後輩で彼女のことが好きだったが、ゲンが現れたことで想いを告げずに身を引いたことがある。しかしながら、ゲンや慶子には絶大な信頼を寄せている。
登場当初は資材担当社員だったが、現在は資材調達課の課長に昇進し、竹内（たけうち）という部下がいる。

内田佐知（うちだ さち）
29歳。大手ゼネコン「住菱建設」土木営業第二部に勤める社員。颯爽としたキャリアウーマンで、コストに厳しい合理主義者だが、ゲンと出会ったことにより、現場や顧客に対する思いやりを持とうと心がけるようになり、今ではゲンの大胆不敵な仕事ぶりと人情の篤さに惚れ込んでいる。

谷大輔（たに だいすけ）
住菱建設技術研究所 情報システム統括部所属の専門研究員、後に最高情報責任者（CIO）に就任。爆破解析とシミュレーションの専門家でゲンの爆破解体の一翼を担う事が多い。趣味はペットボトルロケットで博士と呼ばれている。登場当初はゲンがオタクと小馬鹿にする程の気難しいタイプだったが作が進むにつれ物腰が柔らかくなった。AI「ボテ」の作成者で知識とスキルは豊富だが、製作物のネーミングセンスが悪い。
内田の同期で当初は内田に気があったが、マッチングAIシステム構築による結果がきっかけで野島に対して恋愛感情を抱くようになる。

竹口真央（たけぐち まお）
住菱建設技術研究所 情報システム統括部所属。桜梨大学 理工学部 建築学科卒。内田の後輩。

「朝倉組」
「五友爆破」とは別にゲンが棟梁として率いる職人集団。
ロクの仲間である大工の棟梁の国勝（くにかつ）と神部（かんべ）、材木商の木村（きむら。通称・山読人（やまよみびと））、植木職人の市井利光（いちい としみつ。通称・イチ）、表具職人の村山（むらやま）、飾り職人の白井実（しらい みのる）ほかゲンが認めた高い技量を持つ各方面の職人や専門家によって構成されている。普段の現場では各人違った服装で作業しているが、改まった席では揃いの装束に身を包んでいる。

「さくら商店街」の店主達
「五友爆破」の地元であるさくら新町（町名が似ている東京都世田谷区桜新町との関連は不明）にある「さくら商店街」に店を構える商店主達で、アマチュア野球チーム「ミックスベジタブルズ」を結成している。主なメンバーは居酒屋の主人で前商店会長の大山（おおやま）、寿司屋の山岸（やまぎし）、肉屋の秋庭（あきば）、洋品店の鶴田（つるた）、魚屋の二代目で現商店会長の田上次郎。
何かというとゲンをすぐ頼り時には無理難題を押し付けることもあるが、基本的にはお人好しでゲンを心から信頼している。

佐倉百合（さくら ゆり）
ゲンのかつての婚約者。ゲンに弁当を届ける際、鉄骨落下の事故に巻き込まれ命を落とした。享年25歳没。
ゲンは彼女の死後も父親の佐倉義文（さくら よしふみ）と交流があり、「佐倉のおじさん」と呼んでいる。

トミー・ウォン
日本名：林直久（はやし なおひさ）。香港華僑の一員で、「ペトロ国際集団」の代表取締役社長。「五友爆破」を乗っ取ろうとしたが失敗に終わり、その後ジョージの「ダイナメンション・インク」を乗っ取った。
だが、日本の建築産業乗っ取りを初めとする中国大陸での勢力拡大の際に中国経済界を牛耳る組織から命令された麻薬取引の罪によって中国公安部に逮捕され、日本の警察に身柄を引き渡された。

ボテ
谷が作成したAI搭載対話型ロボット。住菱建設技術研究所に搭載されているスーパーコンピューター「SH-II」と連携している。普段は犬のぬいぐるみ姿だが、次世代型重機ロボットや不整地踏破用ロボットにも搭載されていたこともある。
元々はボコア（Voice Communication Android）という名前だったが、テスト中に参加させられたゲンがその名前が呼びにくかった為、ボテっとした姿から名が付き、更に堅苦しい喋り方に難色を示して以降、ゲンのようなぶっきらぼうな口調で喋るようになった。

キクちゃん
谷が作成した2つ目のAI搭載対話型ロボットで日本人形のようなこけしの姿をしている。人の話を聞き、それに応じたアドヴァイスを送るタイプだが、尻を蹴るように後押しする「Kickちゃん」という二つ名を持っている。

## 単行本
解体屋ゲン
- 芳文社コミックス（通常の単行本）

1. 2003年9月刊行。ISBN 4-8322-2961-3
  - 短期集中連載版全4話と第1 - 7話までの計11話を収録。
  - 作者いわく「コミックがでないのは出版社のほうの事情」（第1巻が当時、商業的に振るわなかったとの話であるが、実際の理由は明らかになっていない）

- 芳文社マイパルコミックス（コンビニコミック）電子書籍版あり

1. 「解体屋ゲン 危機一髪 爆破解体編」
  - 2012年1月16日発売 ISBN 978-4-832-23282-2
  - 芳文社コミックス版第1巻全11話に数作品を追加、計20話を収録。
2. 「解体屋ゲン ゲンさん大奮闘編」
  - 2012年5月16日発売 ISBN 978-4-832-23300-3

## 電子書籍
- スマートフォンアプリ「漫王」（配信終了）
2015年12月にプロローグ4話＋1話から100話まで（合計104話）、2016年4月に101話から200話まで、2016年9月に201話から300話までの無料配信が行われた。後に事業撤退により閉鎖。
- 解体屋ゲン ベストセレクション〜危機一髪 爆破解体編〜（芳文社、2012年1月）
- 解体屋ゲン ベストセレクション〜ゲンさん大奮闘編〜（芳文社、2012年5月）
上記のコンビニコミックの電子版。主要な電子書籍ストアで配信されている。
- 「解体屋ゲン」の導火線 ベストセレクション見本版（電書バト、2019年4月）
単行本の新装版配信を控え、Kindleストアのみで配信されたベスト版。「爆破解体」「ぶっきらぼう」「曳き家のロク」「ゲンの壁」「みんなのゲンさん」「公共工事」「職人の資格」「半径10メートルの救済」「400mの主張」「秘密の花園」「異世界のゲン」の11話と、あとがきを収録。
- 解体屋ゲン ベストセレクション版（電書バト、2022年11月）
  - 爆破解体編 1
  - グルメ編 1、2(2024年2月)
  - 曳家岡本編 1
  - ゲーム・異世界編 1
  - 人工知能ボテ編 1
  - ジョージ富田編 1（2022年12月）
  - トシ編 1（2023年2月）
  - 商店街立て直し編 1（2023年4月）
  - ワールドワイド編 1（2023年6月）
  - VR・AR編 1 (2023年8月)
  - 女性問題編 1 (2023年10月)
  - 曳家のロク編 1 (2023年12月)

- 単行本（クリエイションアドバンス、2017年7月 - 2019年4月〈販売終了〉）
2017年7月に、Kindleストアとピッコマで配信。発行元はクリエイションアドバンス、発売元はベンジャネット。掲載誌をスキャンしたものが使われていたため、ページが傾いていたり、雑誌のページ番号や欄外には本作品とは無関係の雑学コーナーが掲載されていたりするなど品質は悪かった。これに加えて電子書籍の印税の未払い・支払遅延もあったため、2019年4月に販売を終了[39][40][41]。
- 単行本（電書バト、2019年4月 - ）
2019年6月からは、版元が佐藤漫画製作所の電書バトに変更され、主要な電子書籍ストアで配信。紙面は掲載誌の版下を使ったきれいなものに置き換えられており、目次も追加されている。第1巻から第90巻までは1巻につき10話収録、毎月1巻のペースで刊行。第91巻以降は8話収録のペースで刊行している。2024年2月時点で、第104巻まで配信されている。